# Castelo de Bellegarde (Lamonzie-Montastruc)
O Château de Bellegarde é um château em Lamonzie-Montastruc, Dordogne, Nouvelle-Aquitaine, na França. A estrutura é originária do século XIV, embora os interiores sejam do século XX. É um monumento histórico listado desde 2006.